# Claude Robinson
Pour les articles homonymes, voir Robinson.
Claude Robinson (né le 2 mars 1952 à Montréal) est un dessinateur canadien (québécois). Il est notamment l'auteur de Robinson Curiosité, duquel a été dérivée, illégalement, la télésérie Robinson Sucroë.

## Jeunesse et formation
Claude Robinson naît le 2 mars 1952 à Montréal. Cadet d'une famille de quatre enfants, il grandit à Duvernay.
Il quitte l'école après sa onzième année et devient graphiste dans une imprimerie. Suivant des cours du soir, il s'inscrit à l'École des arts graphiques de Montréal. Il est engagé comme professeur d'arts plastiques à l'école secondaire Vanier de Duvernay.
En 1972, il part pour l'Europe. Il revient à Montréal en 1975 et fonde Les Productions Nilem.
En 2016, il est nommé membre d'honneur de l'Union des écrivaines et écrivains québécois (UNEQ).

## Saga juridique contre Cinar
À partir de 1982, en revenant d'une expédition au Labrador, Claude Robinson commence à développer son idée d'une série nommée Les Aventures de Robinson Curiosité. Il présente son travail préliminaire (tableaux, croquis) à différentes personnes, dont Micheline Charest et Ronald Weinberg, de Cinar, et Christophe Izard, de France Animation. 
En septembre 1995, Robinson constate qu'une nouvelle série télévisée créée par Cinar, Robinson Sucroë, reprend les grandes lignes de son œuvre. Robinson entame alors des démarches judiciaires pour plagiat.
Le 27 août 2009, Cinar est reconnue coupable de violation du droit d'auteur pour la création et diffusion frauduleuse de la série et est condamnée à verser 5,2 millions de dollars à Claude Robinson. Le jugement est porté en appel.
En avril 2010, un groupe soutenant les efforts judiciaires de Robinson est mis en ligne : Opération Claude Robinson.
Le 20 juillet 2011, la Cour d'appel du Québec maintient la condamnation pour plagiat de Cinar et diminue les indemnités à 2,7 millions de dollars. En août, Claude Robinson annonce qu'il compte porter sa cause en Cour suprême.
Le 24 mai 2012, la Cour suprême du Canada annonce qu'elle entendra la cause Robinson contre Cinar, France Animation, Ravensburger Film et RTV.
Le 23 décembre 2013, la Cour suprême du Canada confirme le jugement de la Cour d'appel du Québec et ordonne au consortium formé notamment de Cinar et France Animation de payer 4 millions de dollars pour avoir plagié l'œuvre de Robinson.
En 2017, en reconnaissance de la bataille juridique qu'il a mené, il est décoré de l'Ordre National du Québec.